# 나카호나이촌
나카호나이촌(中保内村)은 니가타현 이와후네군에 설치되었던 촌이다. 현재의 무라카미시에 해당한다.